# Campeonato Mundial de Patinaje Artístico sobre Hielo de 1988
El LXXVIII  Campeonato Mundial de Patinaje Artístico se realizó en Budapest (Hungría) entre el 23 y el 27 de marzo de 1988 bajo la organización de la Unión Internacional de Patinaje sobre Hielo (ISU) y la Federación Húngara de Patinaje sobre Hielo. 

## Resultados

### Masculino
| Puesto | Nombre          | País            | Puntos |
| ------ | --------------- | --------------- | ------ |
| Oro    | Brian Boitano   | Estados Unidos  |        |
| Plata  | Brian Orser     | Canadá          |        |
| Bronce | Viktor Petrenko | Unión Soviética |        |

### Femenino
| Puesto | Nombre           | País                          | Puntos |
| ------ | ---------------- | ----------------------------- | ------ |
| Oro    | Katarina Witt    | República Democrática Alemana |        |
| Plata  | Elizabeth Manley | Canadá                        |        |
| Bronce | Debi Thomas      | Estados Unidos                |        |

### Parejas
| Puesto | Nombre                                 | País            | Puntos |
| ------ | -------------------------------------- | --------------- | ------ |
| Oro    | Yelena Valova / Oleg Vasiliyev         | Unión Soviética |        |
| Plata  | Yekaterina Gordéyeva / Serguéi Grinkov | Unión Soviética |        |
| Bronce | Larisa Selezneva / Oleg Makarov        | Unión Soviética |        |

### Danza en hielo
| Puesto | Nombre                              | País            | Puntos |
| ------ | ----------------------------------- | --------------- | ------ |
| Oro    | Natalia Bestemianova / Andrei Bukin | Unión Soviética |        |
| Plata  | Marina Klimova / Sergei Ponomarenko | Unión Soviética |        |
| Bronce | Tracy Wilson / Robert McCall        | Canadá          |        |

## Medallero
| Núm. | País                          | Oro | Plata | Bronce | Total |
| ---- | ----------------------------- | --- | ----- | ------ | ----- |
| 1    | Unión Soviética               | 2   | 2     | 2      | 6     |
| 2    | Estados Unidos                | 1   | 0     | 1      | 2     |
| 3    | República Democrática Alemana | 1   | 0     | 0      | 1     |
| 4    | Canadá                        | 0   | 2     | 1      | 3     |
|      | TOTAL                         | 4   | 4     | 4      | 12    |

| Predecesor: Estados Unidos 1987 | Campeonato Mundial de Patinaje Artístico sobre Hielo 1988 | Sucesor: Francia 1989 |

- Datos: Q1319091
- Multimedia: 1988 World Figure Skating Championships / Q1319091